# Газотранспортна система Білорусі
Газотранспортна система Білорусі (біл. Газатранспартная сістэма Беларусі) — розгалужена система забезпечення споживачів природним газом для його застосування в господарстві і побутових потреб на території Білорусі. Складається з магістральних газопроводів, газопроводів в однонитковому обчисленні (діаметр від 100 до 1400 мм), газопроводів-відводів та розподільних мереж низького тиску, а також поруч газорозподільних станцій і газосховищ.

## Коротка історія
Газифікація БРСР почалася у 1960 році після завершення будівництва магістрального газопроводу Дашава — Івацевичі — Мінськ, а також відгалуження на Гомель від газопроводу Дашава — Київ — Москва. 
Впродовж 1961-1965 років були забезпечені газом міста Брест, Барановичі, Гродно, Слонім, Вовковиськ, Ліда та інші, а також велика кількість сіл.
Новий етап у розвитку газової промисловості був пов'язаний з введенням в користування у 1974 році потужної газотранспортної системи Торжок — Мінськ — Івацевичі: на територію БРСР природний газ почав надходити з великих родовищ Західного Сибіру і Комі АРСР. Споживання газу різко зросло з 3,5 млрд м³ у 1975 році до 14,8 млрд м³ у 1980 році. Електростанції, районні та промислові котельні були переведені на газ, почавши споживати 2/3 від загального обсягу поставок природного газу. Підвищилося споживання газу як промислової сировини для технологічних потреб у промисловості, комунально-побутовому господарстві. Велику роль газ відіграє в якості хімічної сировини для виробництва пластмас, мінеральних добрив («ГродноАзот») і іншої продукції.
Після аварії на Чорнобильській АЕС головним питанням в БРСР стало питання газифікації постраждалих районів і забезпечення їх жителів екологічно чистим паливом, для чого інтенсивно велося будівництво відводів до малих міст, селищ і сіл. Надійність газопостачання помітно підвищилася.

## Сучасне газопостачання
Зараз газопостачання в Республіці Білорусь та транзитне транспортування природного газу забезпечує газотранспортна система (ГТС), яку експлуатує і розвиває ВАТ «Белтрансгаз»: він включає в себе газопроводи такої протяжності:
- 6983 км в однонитковому обчисленні;
- 2821 км магістральних газопроводів;
- 4162 км газопроводів-відводів та розподільних мереж низького тиску.

Допоміжними структурами у системі газопостачання Білорусі є:
- 6 лінійних компресорних станцій (КС) і 16 компресорних цехів загальною потужністю 640,6 МВт;
- 2 підземних сховища газу з КС потужністю 9,1 МВт;
- 223 газорозподільні станції (ГРС);
- 6 газовимірювальних станцій (ГВС);
- 24 автомобільні газонаповнювальні компресорні станції (АГНКС) зі встановленою сумарною продуктивністю 9000 заправок на добу.